# Чумний стовп (Відень)
Чумний стовп — пам'ятник Відня, який побудували в 1683 році за наказом Леопольда 1 на центральній вулиці Грабен, що в перекладі буквально канава/смітник. Коли була чума, він дуже довго молився святій трійці і це спрацювало. Сам Леопольд в центрі памʼятника на колінах. Це вперше коли правитель дозволив зобразити себе.
Пам'ятник присвячений Трійці в стилі бароко. Стоїть посередині міської площі.
З боку стовп майже не видно, бо він тоне в мармурових хмарах, фігурах святих, янголів і путті.

## Галерея

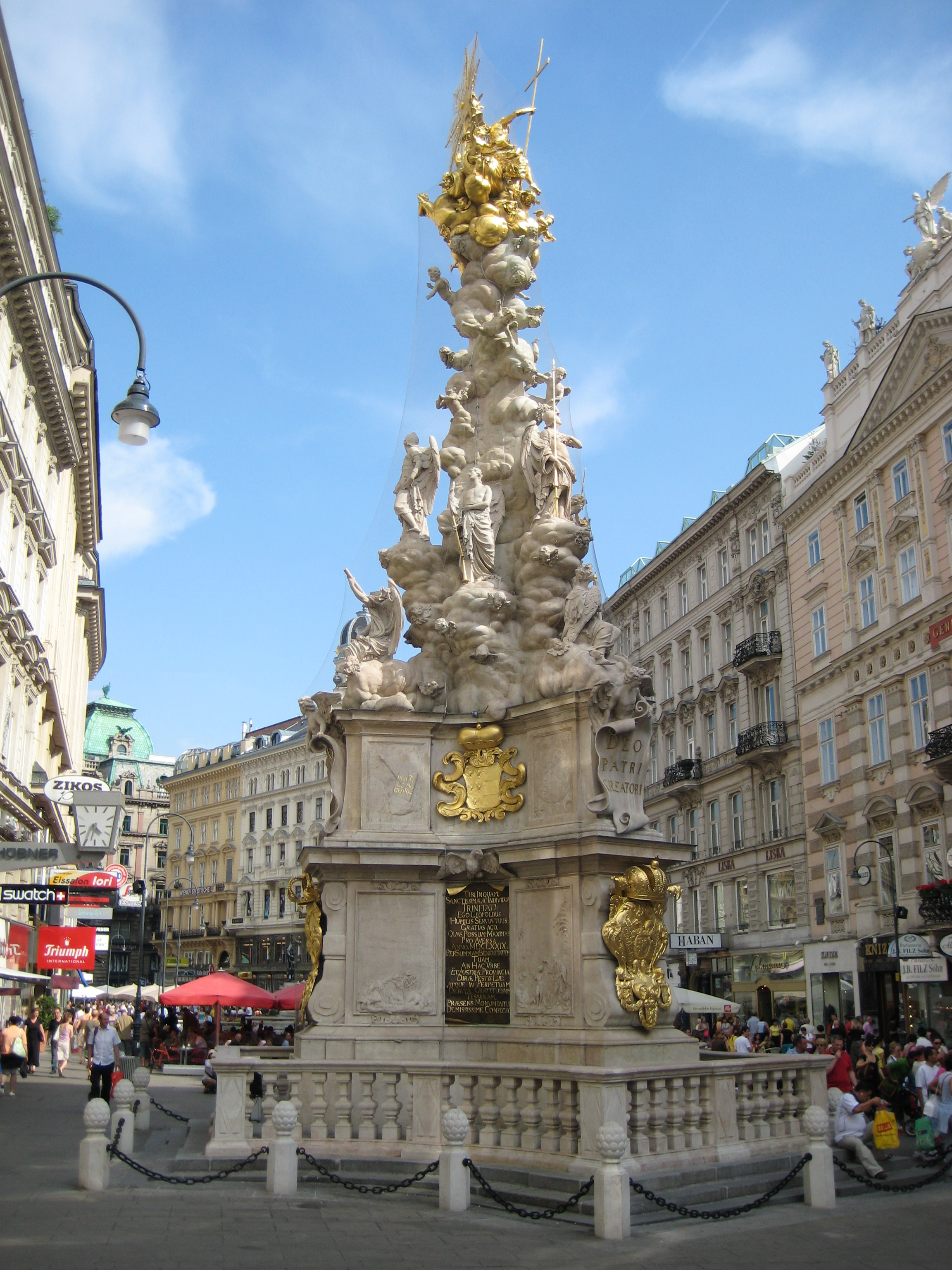
Чумний стовп в Відні
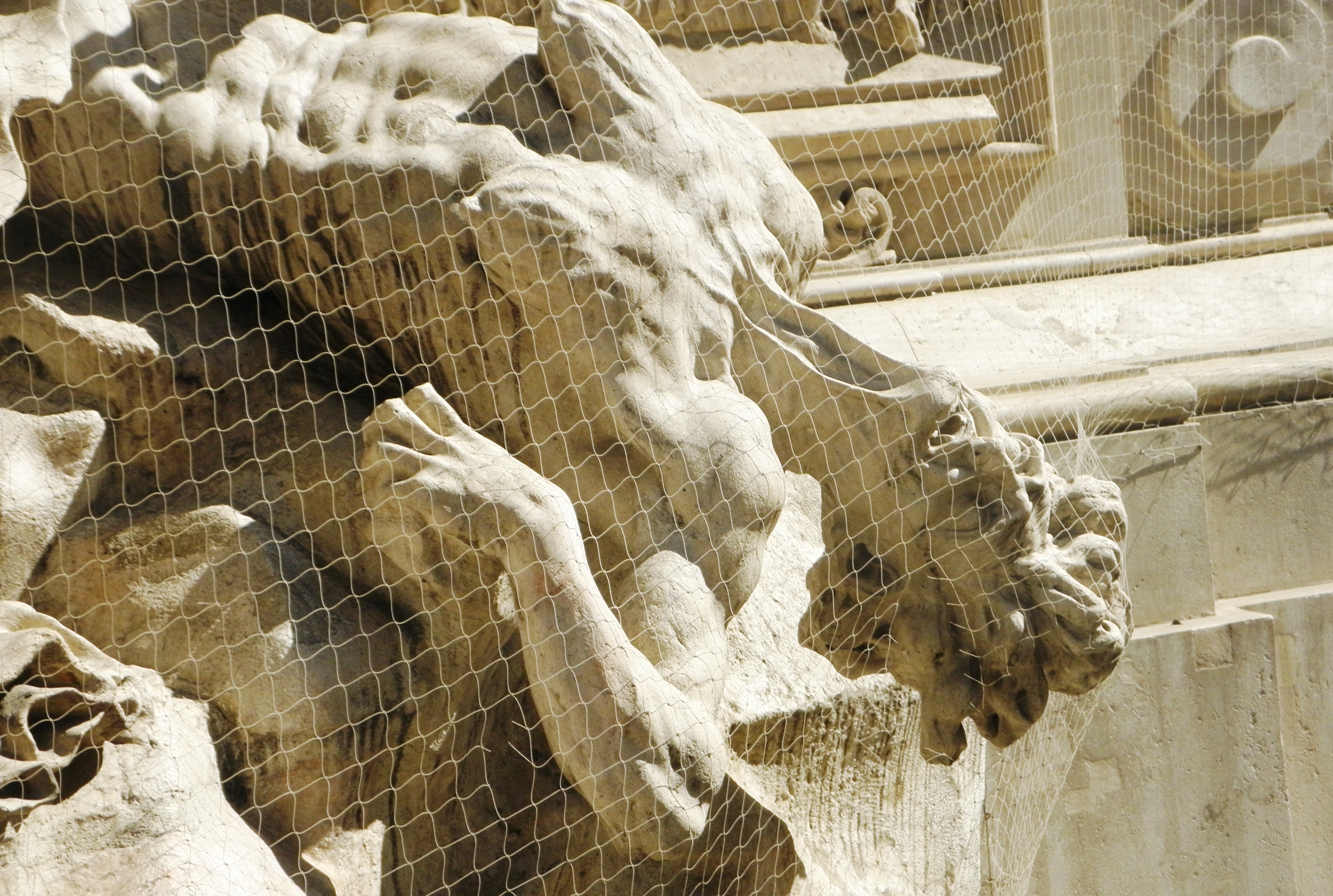
Чума в образі жінки
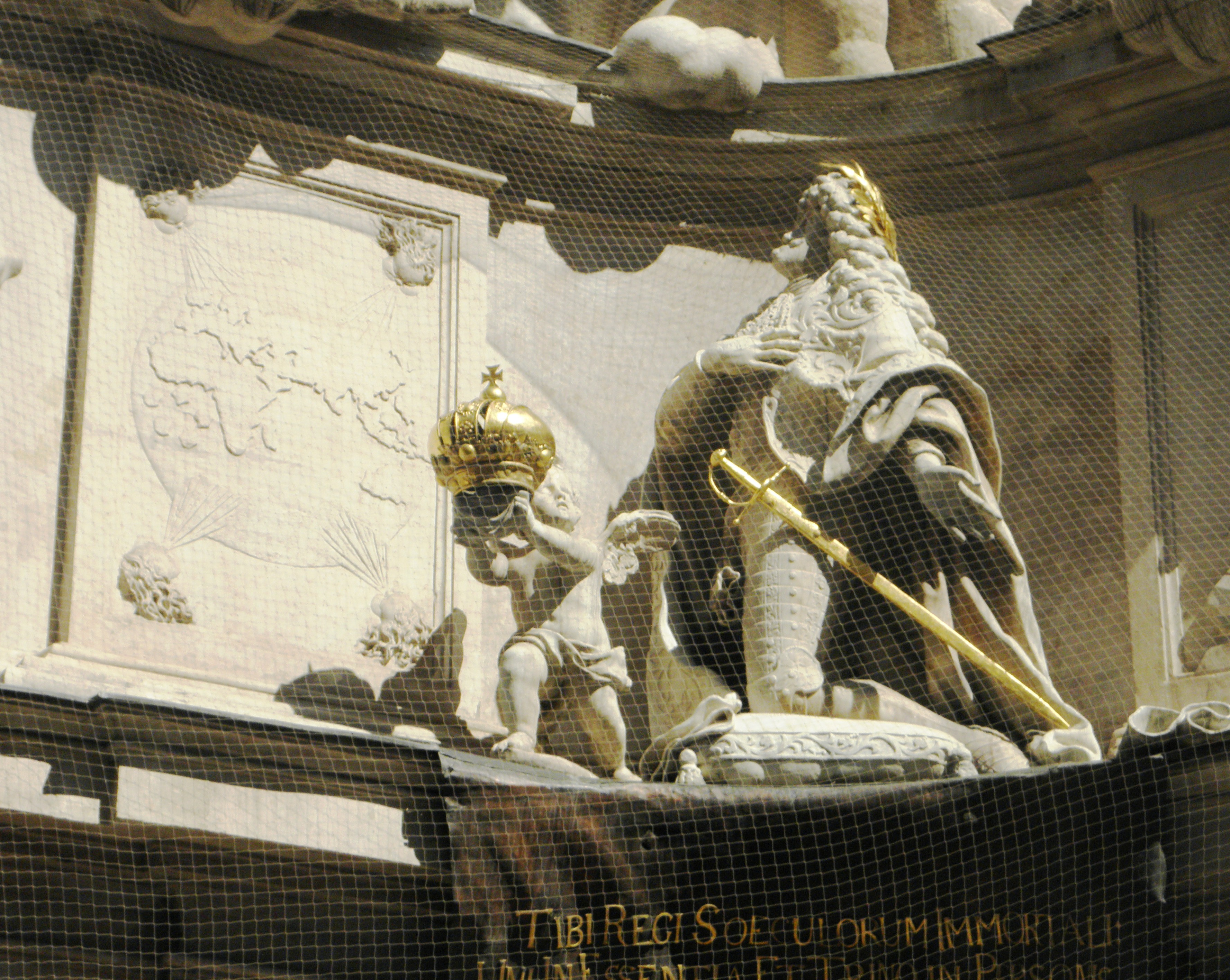
Леопольд І перед картою світу